# William Light
Pour les articles homonymes, voir Light.
Le colonel William Light (27 avril 1786 - 6 octobre 1839) est un officier de l'armée britannique et le premier géomètre en chef de l'Australie-Méridionale alors que cet état était une nouvelle colonie britannique. Il est célèbre pour le choix du site de la capitale de la colonie, Adélaïde et la conception de l'aménagement de la ville.
Light est né à Kuala Kedah (en), au Siam (maintenant en Malaisie) et a grandi à Penang jusqu'à l'âge de six ans, quand il fut envoyé en Angleterre pour son éducation scolaire. Il est un fils illégitime du capitaine Francis Light, le surintendant de Penang, et de Martina Rozells, une métisse de portugais ou de français, et de Siamois ou de malais. Light est mort de tuberculose à Adélaïde.

## Références

Sicilian Scenery, 1823.